# Ichneumon cinxiae
Ichneumon cinxiae är en stekelart som beskrevs av Joseph Kriechbaumer 1890. Ichneumon cinxiae ingår i släktet Ichneumon och familjen brokparasitsteklar. Inga underarter finns listade i Catalogue of Life.